# کارپنتر (آیووا)
کارپنتر (به انگلیسی: Carpenter) شهری در ایالت آیووا کشور ایالات متحده آمریکا است که جمعیت آن در سرشماری سال ۲۰۱۰ میلادی، ۱۰۹ نفر بوده‌است.